# Challenger ATP Club Premium Open 2003
Il Challenger ATP Club Premium Open 2003 è stato un torneo di tennis facente parte della categoria ATP Challenger Series nell'ambito dell'ATP Challenger Series 2003. Il torneo si è giocato a Quito in Ecuador dal 6 al 12 ottobre 2003 su campi in terra.

## Vincitori

### Singolare
Giovanni Lapentti ha battuto in finale  Ricardo Mello con il punteggio di 6–3, 6(8)–7, 6–3

### Doppio
Ricardo Mello /  Alexandre Simoni hanno battuto in finale  Hugo Armando /  Ricardo Schlachter con il punteggio di 6–3, 6–4